# Meschugge
Meschugge ist ein aus dem Hebräischen/Jiddischen entnommenes Lehnwort (Jiddismus). Es wurde im 19. Jahrhundert aus dem Jiddischen (meschuggo für „verrückt“) ins Deutsche übernommen, das seinerseits aus dem gleichbedeutenden hebräischen Wort meschugga (משוגע) von lehischtage`a (להשתגע ‚verrückt sein/werden‘) hervorging. Der Duden nennt den Gebrauch des Adjektivs als salopp für „nicht bei Verstand; verrückt“.

## Begriffsetablierung im Deutschen
Im deutschen Sprachgebrauch wird das Wort auch als abgeschwächte Form von „verrückt“ oder „überspannt“ verwendet. In Leo Rostens Werk Jiddisch heißt es – so Christoph Gutknecht in der Jüdischen Allgemeinen – „Der starke Zischlaut in der Mitte und das wuchtige ›ugg‹ bilden eine überzeugende Lautkombination, die das Wort seit dem 19. Jahrhundert vor allem in Berlin und anderen Großstädten durchgesetzt haben“. Das Neue Berliner Schimpfwörterbuch aus dem Jahre 2005 zitierte das Beispiel: „Der macht mir janz meschugge mit sein Jequatsche“, das beweise, „dass es sich hier meist um einen vorübergehenden Zustand handelt.“

## Literarische Verwendungen
Ursula Homann schrieb zur literarischen Verwendung in literaturkritik.de in einer Rezension zu Hans Peter Althaus: „Ein wichtiger Verwendungsbereich für meschugge war seit jeher die humoristische Literatur, die auch von Nichtjuden gern gelesen wurde. Seine Spätlese jüdischer Schnurren und Anekdoten versah Hans Ostwald 1928 mit dem Titel Frisch, gesund und meschugge. Dass sogar die Sprache meschugge sein kann, hat Paul Nikolaus 1924 erzählt.“ Verwendung fand der Begriff neben der deutschen Verkehrssprache in der deutschen Literatur wie etwa in Rafael Seligmanns Roman Der Musterjude (1997), in der die Mutter des Protagonisten Moische Bernstein die Umgestaltung eines Jeans-Ladens im Disco-Stil mit der Bemerkung rechtfertigte: „Die Gojim (Nichtjuden) lieben diesen meschuggenen Krach.“